# Система частично-орбитального бомбометания

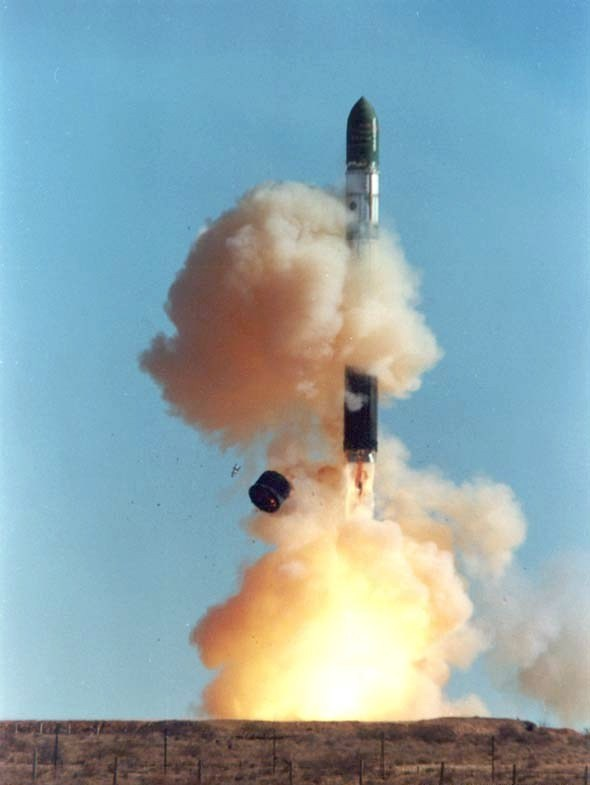

Система частично-орбитального бомбометания — советская программа разработки стратегических ракет в 1960-х годах, боевое оснащение которых после запуска и выхода на низкую околоземную орбиту, совершив неполный оборот по орбите, поражало цель на поверхности Земли. 
Такая система не имела ограничений по дальности стрельбы, а траектория орбитального полёта не позволяла прогнозировать точку прицеливания. Система позволяла наносить ракетно-ядерные удары по территории США по наименее ожидаемым траекториям — через Южный полюс, с направления противоположного тому, на который была ориентирована в те годы система раннего предупреждения о ракетном нападении командования NORAD.

## История
Договор о космосе, подписанный в 1967 году, запретил размещение ядерного оружия на орбите Земли, однако прямо не запретил системы, позволяющие доставлять это оружие на орбиту; что дало возможность Союзу ССР избежать нарушения этого договора, проводя испытания системы частично-орбитальной бомбардировки с эквивалентами ядерного боевого оснащения вместо реальных боеголовок.
Для защиты от североамериканских, английских и французских ядерных сил и использования в составе системы частично-орбитальной бомбардировки в Союзе ССР разрабатывались несколько типов межконтинентальных баллистических ракет (МБР), но только одна из них была принята на вооружение ВС Союза ССР:
- орбитальная ракета Р-36орб (8K69), разрабатывавшаяся ОКБ-586 М. К. Янгеля. Была развёрнута в 1968 году, первый полк встал на боевое дежурство в 1969 году на территории НИИП-5. Максимальное количество развёрнутых ракет — 18;
- глобальная ракета ГР-1 (8К713), разрабатывавшаяся ОКБ-1 С. П. Королёва. Работы над ракетой были прекращены по ряду причин (одна из которых — проблемы с двигателями);
- Р-46, также предложенная ОКБ-586, из состояния проекта не вышла;
- универсальная ракета УР-200А (8K81), разрабатывавшаяся ОКБ-52 В. Н. Челомея. После девяти пусков на полигоне НИИП-5 работы над ракетой были прекращены;
- универсальная ракета УР-500 (впоследствии ставшая РН «Протон») начинала разрабатываться по постановлению ЦК КПСС и Совмина СССР от 29 апреля 1962 года № 409—183, в том числе и в варианте боевой орбитальной ракеты.

Американские спутники раннего предупреждения DSP, первый из которых был запущен в 1970 году, позволили США обнаруживать пуски орбитальных ракет.
Договор об ограничении стратегических вооружений ОСВ-2, подписанный СССР и США в 1979 году, в ст. 9 запрещал развёртывание систем подобных системе частично-орбитальной бомбардировки:

1. Каждая из Сторон обязуется не создавать, не испытывать и не развертывать:
с) средства для вывода на околоземную орбиту ядерного оружия или любых других видов оружия массового уничтожения, включая частично орбитальные ракеты;

В соответствии с договором ракеты Р-36орб были выведены из эксплуатации в январе 1983 года.